# Вулкан (фильм, 2011)
«Вулкан» (исл. Eldfjall) — драма исландского режиссёра Рунара Рунарссона, вышедшая на экраны в 2011 году.

## Сюжет
Ханнес выходит на пенсию после тридцати семи лет работы смотрителем в школе. За это время он так и не смог завести себе хороших знакомых, и теперь в свободное время он вынужден присматривать за своей больной женой, к которой он был слишком холоден в прежние годы. Не обращал он внимания и на двоих детей, выросших практически без внимания отца. Проживший всю жизнь только для себя, старик неожиданно понимает, что окружающий мир больше, чем ему кажется, и что ещё не поздно начать жить ради тех, кто в нём нуждается.

## В главных ролях
- Теодоур Юлиуссон — Ханнес
- Маргрет Хельга Йоуханнсдоттир — Анна, жена Ханнеса
- Торстейдн Бакманн — Ари, сын
- Эльма Лиза Гюннарсдоттир — Тельма, дочь
- Кристин Давидсдоттир — медсестра
- Бенедикт Эрлингссон — Паульми

## Съёмка
Бюджет фильма составил 104 млн исландских крон (примерно 794 тысячи долларов США).

## Прокат
Мировая премьера состоялась 13 мая 2011 года.
В целом фильм был хорошо воспринят критиками. По мнению некоторых из них, режиссёру удалось создать драму, которая вполне могла бы стать новым открытием в европейском кино, даже несмотря на несколько «устаревший» сюжет.

## Награды и номинации
13 мая 2011 года состоялся премьерный показ картины на Каннском кинофестивале, где она боролась за приз «Золотая камера». В том же году лента была выдвинута от Исландии на премию «Оскар» за лучший фильм на иностранном языке, однако не попала в окончательный список номинантов.
Среди других наград:
- 2011 — серебряный приз в конкурсе новых режиссёров на Чикагском кинофестивале.
- 2011 — приз Punto de Encuentro за лучший фильм на Вальядолидском кинофестивале.
- 2011 — приз имени Кшиштофа Кеслёвского за лучший фильм на Денверском кинофестивале.
- 2011 — приз Louve d’Or и приз кинокритиков Квебека за лучший фильм на фестивале нового кино в Монреале.
- 2011 — приз лучшему актёру (Теодоур Юлиуссон) на кинофестивале в Сан-Паулу.
- 2011 — приз ФИПРЕССИ и награда исландской церкви на кинофестивале в Рейкьявике.
- 2011 — приз за лучшую режиссуру на Трансильванском кинофестивале.
- 2012 — 5 премий «Эдда» (Исландия): лучший фильм, режиссёр, сценарий (оба — Рунар Рунарссон), актёр (Теодоур Юлиуссон), актриса (Маргрет Хельга Йоуханнсдоттир). Кроме того, лента получила ещё 9 номинаций.